# Acadèmia de les Arts i les Ciències Cinematogràfiques d'Espanya
L'Acadèmia de les Arts i les Ciències Cinematogràfiques d'Espanya és la institució espanyola que atorga de forma anual els premis del cinema espanyol, és a dir, els Premis Goya.

## El germen: la reunió a l'O’Pazo
El 12 de novembre de 1985 es va reunir en el restaurant O’Pazo de Madrid una sèrie de pesos pesants del cinema espanyol. La reunió, convocada pel productor Alfredo Matas, tenia com a fi analitzar la situació del cinema espanyol en aquell moment. Entre els participants d'aquella reunió van estar els directors Luis García Berlanga i Carlos Saura, els directors de producció Tedy Villalba i Marisol Carnicero, els actors José Sacristán i Charo López, els muntadors Pablo González del Amo i José Luis Matesanz, el guionista i director Manolo Matji, el compositor José Nieto, el director de fotografia Carlos Suárez i el decorador Ramiro Gómez García de Guadiana.
Les conclusions a les quals es van arribar, avalades per vuitanta-set signatures de professionals, donarien lloc al naixement de l'Acadèmia de les Arts i les Ciències Cinematogràfiques d'Espanya (AACCE) un any després.

## L'Acadèmia

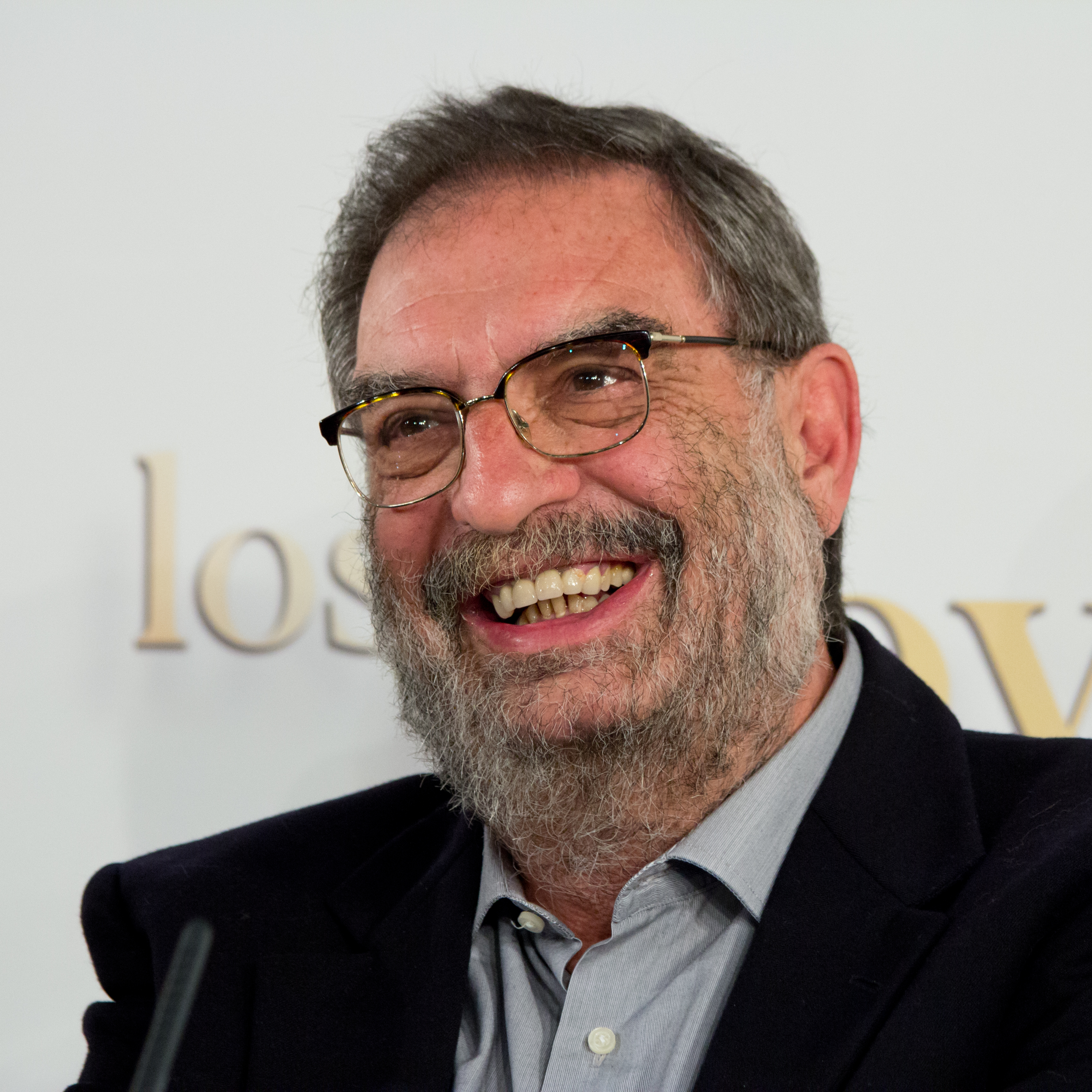
Enrique González Macho, president de l'Acadèmia entre 2011 i 2015.

L' AACCE va ser creada de forma oficial el 8 de gener de 1986, com una institució de dret privat i amb personalitat jurídica pròpia. El seu principal objectiu és impulsar el desenvolupament del cinema espanyol, tant dins d'Espanya com a nivell internacional. Com a primer president de l'acadèmia és nomenat José María González-Sinde.
Des de llavors l'Acadèmia ha tingut els següents presidents:
- José María González-Sinde, entre 1986 i 1988.
- Fernando Trueba, en 1988.
- Antonio Giménez-Rico, entre 1988 i 1992.
- Fernando Rey, entre 1992 i 1994.
- Gerardo Herrero, en 1994 (en funcions).
- José Luis Borau, entre 1994 i 1999.
- Aitana Sánchez-Gijón, entre 1999 i 2000.
- Marisa Paredes, entre 2000 i 2003.
- Mercè Sampietro, entre 2003 i 2006.
- Ángeles González-Sinde, entre 2006 i 2009.
- Eduardo Campoy, en 2009 (en funcions).
- Álex de la Iglesia, entre 2009 i 2011 (dimissió).[2]
- Enrique González Macho, entre 2011 i 2015 (dimissió).[3]
- Antonio Resines, entre 2015 i 2016 (dimissió).
- Yvonne Blake, entre 2016 i 2018.
- Mariano Barroso i Ayats, entre 2018 i 2022
- Fernando Méndez-Leite Serrano, des de 2022

## Objectius
Els objectius de l'Acadèmia, tal com apareixen a la seva pàgina web, són:
1. Fomentar el progrés de les arts i de les ciències relacionades directament o indirecta amb la cinematografia.
2. Promoure l'assistència i l'intercanvi d'informació científica, artística i tècnica entre tots els seus membres.
3. Realitzar estudis i treballs sobre qüestions relacionades amb la cinematografia i arts afins.
4. Facilitar a l'Administració Pública els informes que sobre matèries relacionades amb la cinematografia li siguin sol·licitats, així com proposar-l'hi les iniciatives que l'Acadèmia consideri oportunes.
5. Editar i difondre els estudis científics, artístics i tècnics que la Junta Directiva consideri convenients.
6. Establir intercanvis científics, artístics i culturals amb entitats similars estrangeres.
7. Procurar el desenvolupament i perfeccionament de les diferents especialitats relacionades amb la cinematografia, fomentar l'intercanvi d'experiències entre els seus membres, coordinar els diferents aspectes de la seva actuació i analitzar i resoldre problemes comuns.
8. A més, l'Acadèmia concedirà premis anuals als millors treballs sobre temes de recerca científica i beques o pensions per a l'ampliació d'estudis relacionats amb la cinematografia a Espanya o a l'estranger.
9. Qualsevol altra activitat tendent a elevar el nivell artístic, tècnic o científic dels seus membres i estimular la consciència dels ciutadans, donant a les arts cinematogràfiques el nivell artístic que mereixen, i la constructiva col·laboració entre l'Administració Pública i les persones relacionades amb les arts cinematogràfiques.

## Membres de l'Acadèmia
Per a ser Membre de l'Acadèmia cal: ser espanyol i exercir qualsevol de les activitats professionals cinematogràfiques. Les sol·licituds d'ingrés han de ser aprovades per la Junta Directiva, sent necessaris entre altres mèrits el requisit de tenir tres pel·lícules signades com a cap d'especialitat (direcció, producció, muntatge, interpretació...).
També qualsevol estranger estretament vinculat amb la cinematografia espanyola pot ser membre, sempre que la Junta Directiva ho crea mereixedor d'aquesta prerrogativa o també es pot accedir si la junta directiva o un dels seus membres més alt ofereix una invitació.

## Publicacions
- Academia. Revista del cine español
- Cuadernos de la Academia
- Monografies
- Diccionari

## Medalla d'Or de l'Acadèmia
La Medalla d'Or s'atorga, amb aquest nom, des del 1991, si bé l'any 1986 va tenir lloc la primera cerimònia d'aquestes característiques per homenatjar Vicente Casanova, a qui la institució considera el primer guardonat amb aquest premi.
L'objectiu del premi és homenatjar a aquelles persones que han contribuït amb la seva trajectòria professional a millorar el Cinema Espanyol des de l'aspecte industrial o artístic.
El lliurament d'aquesta medalla es realitza durant un sopar de gala, oferta en el mes d'octubre.
A aquesta Cerimònia acudeixen, no només autoritats i professionals del nostre cinema, sinó companys i amics de l'homenatjat, que intervenen de forma activa, i l'acte és il·lustrat amb un muntatge audiovisual que recorre la seva vida i la seva obra.
Fins al moment la Medalla d'Or de l'Acadèmia ha estat concedida a les següents personalitats:
- 1986: Vicente Casanova (productor)
- 1991: Fernando Rey (actor)
- 1992: Carlos Saura (director)
- 1993: Francisco Rabal (actor)
- 1994: Alfredo Matas (productor)
- 1995: Ana Belén (actriu)
- 1996: Centenari del cinema espanyol. Entrega de 46 Medalles d'Or[6]
- 1997: Sara Montiel (actriu)
- 1998: Elías Querejeta (productor)
- 1999: Gil Parrondo (decorador)
- 2000: José Luis Borau (director, guionista i productor)
- 2001: Fernando Fernán Gómez (actor, director i escritor)
- 2002: Carmelo Bernaola (músic i compositor)
- 2003: Concha Velasco (actriu)
- 2004: Antonio Banderas (actor)
- 2005: Basilio Martín Patino (director, productor, escriptor i investigador)
- 2006: Geraldine Chaplin (actriu)
- 2007: Pablo Nuñez (director, animador, dibuixant i tècnic d'efectes visuals)
- 2008: Maribel Verdú (actriu)
- 2009: Carmen Maura (actriu)
- 2010: Rosa Maria Sardà (actriu)[7]
- 2011: José Luis Alcaine (director de fotografia)
- 2012: Manuel Gutiérrez Aragón (director)
- 2013: Ángela Molina (actriu)
- 2014: Antón García Abril (músic i compositor)
- 2015: Aitana Sánchez-Gijón (actriu) i Juan Diego (actor)
- 2016: Santiago Segura (actor i director)
- 2017: José Salcedo (muntador)
- 2018: Diego Galán (periodista, director i crític de cinema)[8]
- 2019: Esperanza Roy (actriu) i Javier Aguirre (director, productor, director de fotografia i guionista)[9]
- 2022: Actors i actrius llatinoamericans fondamentals en la història del cinema espanyol, representat/des per Cecilia Roth (actriu) i Jorge Perugorría (actor)
- 2023: Carme Elias (actriu)
- 2024: Adolfo Aristarain (actor)

En 1996, i de manera excepcional per commemorar-se el centenari del cinema espanyol, la Junta Directiva va acordar el lliurament de 46 Medalles d'Or, 40 a diversos professionals de les diferents especialitats tècniques i artístiques, i 6 més a personalitats vinculades amb el cinema. La cerimònia va tenir lloc a Saragossa, ja que la primera pel·lícula, de 1896, va ser precisament "Salida de la misa de doce de la Iglesia del Pilar de Zaragoza".

## Casos polèmics
- En 1999 va haver-hi acusacions de compra de vots per a la pel·lícula El abuelo de José Luis Garci.[10]
- En 2004 Pedro Almodóvar i el seu germà van abandonar l'Acadèmia, al·legant el seu desacord amb el sistema de votacions dels Goya. En l'última edició dels premis, aquests havien anat en la seva major part al jove Alejandro Amenábar, deixant-ne sense cap la pel·lícula La mala educación.[11]
- En els últims anys del govern Aznar, els membres de l'Acadèmia vanprendre partit en temes polítics com el No a la guerra de l'Iraq o el cas Prestige, sent un dels seus principals caps visibles l'actriu Pilar Bardem. Aquests fets van crear malestar ens alguns membres de l'Acadèmia, la qual cosa va portar a Luis García Berlanga, un dels seus fundadors i president d'honor, a afirmar sobre la pròpia Acadèmia:

| «                       | Cada vegada està degenerant més. Penso que no hauria de ser tan reivindicativa, funciona com si fos un sindicat, quan l'important és que entre gent nova i amb ganes | » |
| — Luis García Berlanga. | |   |

- El gener de 2011 Álex de l'Església va anunciar que després de la gala de lliurament de premis dels Goya presentaria la seva dimissió com a director, per no estar d'acord en temes com la denominada Llei Sinde.[13]